# هاندري بولارد
هاندري بولارد (مواليد 11 مارس 1994) هو لاعب اتحاد رغبي جنوب أفريقي يلعب حالياً في نادي مونبلييه هيرولت رغبي.

## وصلات خارجية
- هاندري بولارد عل موقع إسبنسكروم (الإنجليزية)
- هاندري بولارد على موقع ItsRugby.co.uk (الإنجليزية)